# Veguillas de la Sierra
Veguillas de la Sierra (aragónul Beguiellas d'el Cuervo) község Spanyolországban, Teruel tartományban. Veguillas de la Sierra Castielfabib és Alobras községekkel határos. Lakosainak száma 24 fő (2024).

## Népesség
A település népessége az utóbbi években az alábbiak szerint változott:
| Lakosok száma | 28   | 24   | 28   | 27   | 20   | 23   | 19   | 19   | 21   | 24   |
|               | 2001 | 2004 | 2007 | 2009 | 2012 | 2014 | 2017 | 2019 | 2022 | 2024 |